# Козары
Коза́ры (укр. Козари) — село в Носовском районе Черниговской области Украины. Население 442 человек. Занимает площадь 4,8 км².
Код КОАТУУ: 7423882001. Почтовый индекс: 17122. Телефонный код: +380 4642.

## Власть
Орган местного самоуправления — Козаровский сельский совет. Почтовый адрес: 17122, Черниговская область, Носовский район, село Козары, улица Независимости, дом 57а. Телефон: +380 (4642) 2-04-42.